# Shintarō Kago
Shintarō Kago (駕籠 真太郎?, Kago Shintarō; Tokyo, 1969) è un fumettista giapponese.
Le sue opere sono in stile guro. Ha debuttato nel 1988 sulla rivista COMIC BOX.

## Stile
Lo stile di Shintarō Kago è stato definito una "paranoia alla moda". È stato pubblicato in numerose riviste di manga per adulti, ottenendo una notevole popolarità. Molti dei suoi manga hanno una forte sfumatura satirica, e affrontano temi grotteschi come il sesso, la scatologia e la modificazione del corpo.
Ha inoltre scritto alcune storie di fantascienza non guro, in particolare Super-Conductive Brains Parataxis per la rivista Weekly Young Jump. Molte delle sue brevi storie sono sperimentali e bizzarre. Frequentemente egli rompe la quarta parete, e gioca con il layout della pagina in modi estremi, soprattutto per creare un effetto comico (vedere i suoi corti Abstraction, Blow-Up, Multiplication e The Memories of Others come esempio).
Il 4 aprile del 2006 è stata aperta una mostra dei suoi lavori chiamata "Unsanitary Condition Exhibition" (不衛生博覧会?, Fueisei Hakurankai). Analogamente, nello stesso mese ha organizzato la prima edizione della sua personale movie convention chiamata "Shit Film Festival" (うんこ映画祭?, Unko Eigasai). Dal 3 settembre al 15 settembre 2007 la Vanilla Gallery di Tokyo ha tenuto un'altra mostra delle sue opere, chiamata "Unsanitary Festival in the Cool of the Night" (納涼不衛生まつり?, Nōryō fueisei matsuri).

## Opere
- Ningen ijō (人間以上?), 1990, 1 volume
- Dekoboko nymphomania (凸凹ニンフォマニア?, Dekoboko ninfomania), 1995, 1 volume
- Kagayake! Dai tōa kyōeiken (輝け!大東亜共栄圏?), 1999, 1 volume, pubblicata in italiano come Shine! da Hikari Edizioni
- Kigeki ekimae gyakusatsu (喜劇駅前虐殺?), 1999, 1 volume
- Paranoia Street (パラノイアストリート?, Paranoia Sutorīto), 1999-2002, 3 volumi
- Aiko jū roku sai (アイコ十六歳?), 2000, 1 volume
- Ekimae hanayome (駅前花嫁?), 2000, 1 volume, pubblicata in italiano come La Sposa Davanti Alla Stazione da Hikari Edizioni
- Rokushiki tensō Atraxia (六識転想アタラクシア?), 2001, 1 volume
- Chō tsute nō parataxis (超伝脳パラタクシス?, Chō tsute nō paratakushisu), 2001, 1 volume, pubblicata in italiano come Super-Conductive Brains Parataxis da Star Comics
- Ekimae rōman kikō (駅前浪漫奇行?), 2003, 1 volume
- Kenkō no sekkei (健康の設計?), 2003, 1 volume
- Odoru! Kremlin goten (踊る！クレムリン御殿?, Odoru! Kuremurin goten), 2003, 1 volume
- Koro koro sōshi Ō Edo ki gai (殺殺草紙・大江戸奇騒天外?), 2004, 2 volumi, pubblicata in italiano come Gli strani avvenimenti del feudo di Tengai da Hikari Edizioni
- Kasutoru shiki (かすとろ式?), 2004, 1 volume, pubblicata in italiano come L'enciclopedia delle kagate da d/visual e Kagopedia da Hikari Edizioni
- Kijin gahō (奇人画報?), 2004, 1 volume
- Koro koro sōshi Ō Edo ki gai muzan jū sanku (殺殺草紙・大江戸無残十三苦?), 2004, 1 volume, pubblicata in italiano come Diari di massacri da Hikari Edizioni
- Hannya haramita (ハンニャハラミタ?), 2005, 1 volume
- Tobidasu mōsō (飛び出す妄想?), 2005, 1 volume
- Banji kaichō (万事快調?), 2006, 1 volume
- Yume no omocha kōjō (夢のおもちゃ工場?), 2006, 1 volume
- Tadashī hentai seiyoku (正しい変態性欲?), 2007, 1 volume
- Ana, moji, ketsueki nado ga arawareru manga (穴、文字、血液などが現れる漫画?), 2008, 1 volume
- Ari jigoku VS barabara shōjo (アリ地獄VSバラバラ少女?), 2009, 1 volume
- Black theater o bāchan ga shitai kusaiyo (ブラックシアターおばあちゃんが死体くさいよ?, Burakku shiatā o bāchan ga shitai kusaiyo), 2009, 1 volume
- Fraction (フラクション?, Furakushon), 2009, 1 volume, pubblicata in italiano da Hikari Edizioni
- Anamorphosis no meijū (アナモルフォシスの冥獣?, Anamorufoshisu no meijū), 2010, 1 volume, pubblicata in italiano come Anamorphosis da Hikari Edizioni[1]
- Dementia 21 (ディメンシャ 21?), 2011-2013, 7 volumi
- Harem End (ハーレムエンド?), 2012, 1 volume, pubblicata in italiano da Hikari Edizioni
- Subete no jidai wotsūjite no satsujinjutsu (すべての時代を通じての殺人術?), 2012, 1 volume, pubblicata in italiano come Tecniche di assassinio attraverso i secoli da Hikari Edizioni
- Tōkō tochū no deaigashira no gūzen kisu wa ariuru? Jikken (登校途中の出会い頭の偶然キスはありうるか?実験?), 2012, 1 volume, pubblicata in italiano come Uno scontro accidentale sulla strada per andare a scuola può portare a un bacio? da Hikari Edizioni
- Chōdōryoku mōko daishūrai (超動力蒙古大襲来?), 2014, 1 volume, pubblicata in italiano come La formidabile invasione mongola da Goen
- Industrial Revolution and World War, 2015, 1 volume, pubblicato in italiano da Hollow Press
- Tract, 2016, 1 volume, pubblicato in italiano da Hollow Press
- Day of the Flying Head, 2017, 4 volumi, pubblicato in italiano da Hollow Press
- La Principessa del Castello Senza Fine, 2019, 1 volume, pubblicato in edizione trilingue (italiano - inglese - giapponese) da Hollow Press